# Тарбеиха
Тарбеиха — бывшая деревня Егорьевского уезда Рязанской губернии. Ныне в черте города Шатуры.

## Расположение
Деревня располагалась на территории современной Шатуры на участке проспекта Ильича от бульвара Мира до автостанции.

## Название
В письменных источниках деревня упоминается как Тарбеиха. На «Специальной карте Европейской России» И. А. Стрельбицкого обозначена как Торбеева.
Название связано с некалендарным личным именем Тарбей или фамилией Тарбеев.

## История
Впервые Тарбеиха упоминается в 1793 году, когда деревня была приписана к приходу Воскресенской церкви села Кривандино.
Последним владельцем деревни перед отменой крепостного права был губернский секретарь Александр Васильевич Иевлев.
После отмены крепостного права деревня вошла в состав Лузгаринской волости.
В 1970 году были снесены деревенские дома.
| Численность жителей деревни Тарбеихи по годам |      |      |      |
| 1859                                          | 1885 | 1905 | 1926 |
| 55                                            | ↗96  | ↗132 | ↗341 |